# Vaughania xerophila
Vaughania xerophila är en ärtväxtart som först beskrevs av René Viguier, och fick sitt nu gällande namn av Du Puy, Labat och Brian David Schrire. Vaughania xerophila ingår i släktet Vaughania och familjen ärtväxter. Inga underarter finns listade i Catalogue of Life.